# アンリ・エティエンヌ
アンリ・エティエンヌ（Henri Estienne、1528年–1598年）は、フランス出身の古典学者・印刷業者。ラテン語名のヘンリクス・ステファヌス（Henricus Stephanus）としても知られる。
1578年に出版したプラトン全集は、現在でも「ステファヌス版」として標準的底本となっている。

## 生涯
1528年、著名な印刷業者ロベール・エティエンヌの長男としてパリに生まれ、古典言語・古典文献に親しみながら育つ。
1550年、父ロベールのジュネーヴへの亡命に伴い、ジュネーヴへ移住。
1559年、父ロベールの死去に伴い、印刷業を継ぐ。
1598年、リヨンで死去。

## 著作
- 「ヘロドトス弁護」高橋薫抄訳、『フランス・ルネサンス文学集 1 (学問と信仰と)』白水社、2015年。